# Distretto di Kamuli
Il distretto di Kamuli è un distretto dell'Uganda, situato nella Regione orientale.